# Тереза Дибенедето
Тереза Дибенедето (на английски: Theresa DiBenedetto) е американска писателка на произведения в жанра исторически любовен роман. Пише и под псевдонимите Рейн Кантрел (Raine Cantrell) и Тереза Майкълс (Theresa Michaels).

## Биография и творчество
Тереза Дибенедето е родена в Ню Йорк, САЩ. От малка е запален читател на романтична литература След завършване на гимназията работи като корпоративен офис мениджър. Когато излиза в майчинство, започва да пише и ѝ отнема година да завърши първия си ръкопис.
Първият ѝ роман „Wildflower“ е публикуван през 1989 г. След нея тя напуска работата си и се посвещава на писателската си кариера.
Сюжетите на произведенията ѝ, които започва да публикува под псевдонимите Тереза Майкълс и Рейн Кантрел, се развиват в Средновековието, Дивия Запад и по времето на Гражданската война, и изследват ролята на жените в тези времеви рамки.
Осем от романите ѝ са удостоени с награди.
Тереза Дибенедето живее със семейството си във Флорида.

## Произведения

### Като Тереза Дибенедето

#### Самостоятелни романи
- Wildflower (1989) – награда „Reviewer's Choice“ за най-добър първи роман
- Silver Mist (1990)
- Western Winds (1991)

### Като Тереза Майкълс

#### Самостоятелни романи
- A Corner of Heaven (1991) – награда на списание „Romantic Times“
Приютени в рая, изд.“ Арлекин-България“, София (1995), прев. Саша Попова

#### Серия „Кланът Гън“ (Clan Gunn)
1. Fire and Sword (1994)
2. Silk and Steel (2000)
3. Magic and Mist (2001)

#### Серия „Кинкейдс“ (Kincaids)
1. Once a Maverick (1995)
2. Once an Outlaw (1995)
3. Once a Lawman (1996)
4. Once a Hero (2000)

#### Серия „Веселите вдовици“ (Merry Widows)
1. Mary (1997) – награда на списание „Romantic Times“
2. Catherine (1998)
3. Sarah (1999)

#### Сборници
- Renegades (1995) – с Мерлин Лъвлейс и Хедър Греъм Позесъри
- One Christmas Wish (2000) – с Каролин Дейвидсън и Джудит Стейси

### Като Рейн Кантрел

#### Самостоятелни романи
- Desert Sunrise (1992)
- Calico (1993)
- Tarnished Hearts (1994)
- Darling Annie (1994)
- Emerald Enchantment (1995) – с Ема Мерит, Бони Пега и Мерилин Роджърс
- Whisper My Name (1995)
- Silver Mist (2013)
- Western Winds (2013)
- Wildflower (2013)
- The Homecoming (2013)
- A Corner of Heaven (2015)
- Gifts of Love (2015)

#### Сборници
- A Country Christmas (1993) – с Емили Брадшоу, Керън Харпър, Патриша Райс и Джоди Томас
- For the Love of Chocolate (1996) – с Маргарет Броули, Надин Крийшоу и Сандра Кит
- Chocolate Kisses (1997) – с Маргарет Броули, Алексис Харингтън и Сю Рич
- Under the Mistletoe (2014) – с Шерил Бодин, Катрин Кингсли, Анита Милс и Тифани Уайт